# Гаптоглобін
Гаптоглобін (англ. Haptoglobin) – білок, який кодується геном HP, розташованим у людей на короткому плечі 16-ї хромосоми.  Довжина поліпептидного ланцюга білка становить 406 амінокислот, а молекулярна маса — 45 205.
| 10         |  | 20         |  | 30         |  | 40         |  | 50         |
| ---------- |  | ---------- |  | ---------- |  | ---------- |  | ---------- |
| MSALGAVIAL |  | LLWGQLFAVD |  | SGNDVTDIAD |  | DGCPKPPEIA |  | HGYVEHSVRY |
| QCKNYYKLRT |  | EGDGVYTLND |  | KKQWINKAVG |  | DKLPECEADD |  | GCPKPPEIAH |
| GYVEHSVRYQ |  | CKNYYKLRTE |  | GDGVYTLNNE |  | KQWINKAVGD |  | KLPECEAVCG |
| KPKNPANPVQ |  | RILGGHLDAK |  | GSFPWQAKMV |  | SHHNLTTGAT |  | LINEQWLLTT |
| AKNLFLNHSE |  | NATAKDIAPT |  | LTLYVGKKQL |  | VEIEKVVLHP |  | NYSQVDIGLI |
| KLKQKVSVNE |  | RVMPICLPSK |  | DYAEVGRVGY |  | VSGWGRNANF |  | KFTDHLKYVM |
| LPVADQDQCI |  | RHYEGSTVPE |  | KKTPKSPVGV |  | QPILNEHTFC |  | AGMSKYQEDT |
| CYGDAGSAFA |  | VHDLEEDTWY |  | ATGILSFDKS |  | CAVAEYGVYV |  | KVTSIQDWVQ |
| KTIAEN     |  |            |  |            |  |            |  |            |

A: Аланін

C: Цистеїн

D: Аспарагінова кислота

E: Глутамінова кислота

F: Фенілаланін

G: Гліцин

H: Гістидин

I: Ізолейцин

K: Лізин

L: Лейцин

M: Метіонін

N: Аспарагін

P: Пролін

Q: Глутамін

R: Аргінін

S: Серин

T: Треонін

V: Валін

W: Триптофан

Цей білок за функціями належить до антиоксидантів, антибіотиків, антимікробних білків, гомологів серинових протеаз. 
Задіяний у таких біологічних процесах як імунітет, гостра фаза запалення. 
Білок має сайт для зв'язування з гемоглобіном. 
Секретований назовні.